# Ludwig von Pfuel

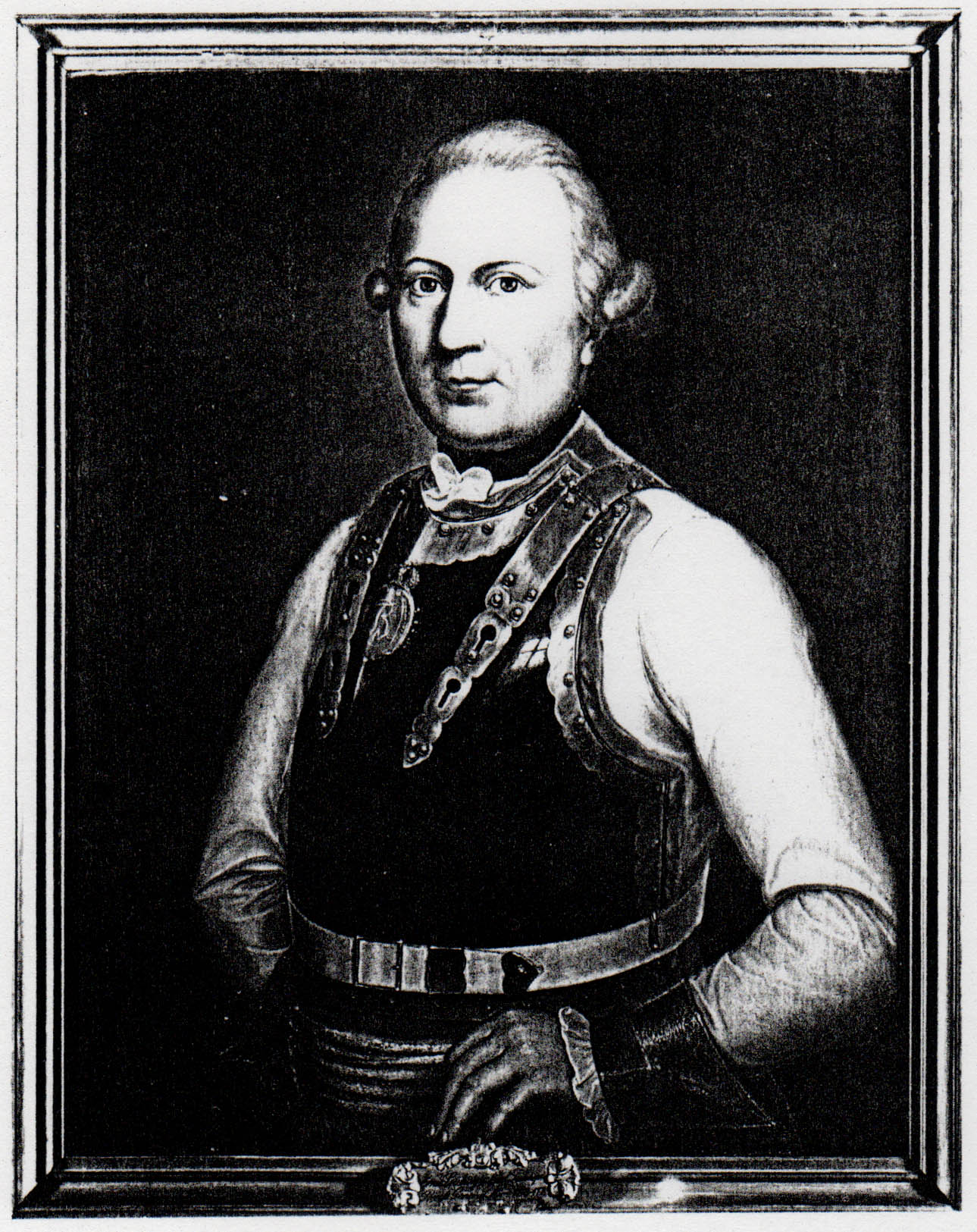
Ludwig von Pfuel

Ernst Ludwig von Pfuel (* 20. April 1718 in Gielsdorf; † 23. Juli 1789 in Berlin) war ein preußischer Generalmajor sowie Hofmarschall des Prinzen Friedrich Wilhelm von Preußen und Gutsherr auf Jahnsfelde. 

## Herkunft
Ludwig stammte aus dem alten in Jahnsfelde in der Märkischen Schweiz ansässigen Adelsgeschlecht von Pfuel. Er war der Sohn des Hempo Ludwig von Pfuel (* 1690; † 1770), königlich-preußischem Geheimen Rat und Major, Präsident der Kriegs- u. Domänenkammer Halberstadt, Herr auf Jahnsfelde und der Hedwig Sophie von Jagow (1697–1764) sowie der Enkelsohn des Obersts Christian Friedrich von Pfuel.

## Leben
Pfuel besuchte ab 1734 für drei Jahre als Zögling die Ritterakademie in Brandenburg (Havel), bevor er sich 1737 an der Universität Frankfurt (Oder) immatrikulierte. Bereits 1741 wurde er Fähnrich im neu gebildeten Dragonerregiment von Platen (Nr. 9), 1743 erfolgte seine Beförderung zum Sekundoleutnant. Als solcher nahm er unter anderen an der Schlacht bei Kesselsdorf am 15. Dezember 1745 teil. Nach Ausbruch des Siebenjährigen Krieges im Jahr 1756 wurde er zum Premierleutnant im Dragonerregiment „Holstein-Gottorp“ (Nr. 9) befördert. Während des Krieges nahm er an mehreren Feldzügen teil, so an den Schlachten bei Bergen, Krefeld, Torgau und am Gefecht bei Tönnhausen. Im Jahr 1757 wurde er Kapitän der Armee und Generaladjutant des Generalleutnants Prinz von Holstein-Gottorp.
Im Jahr 1761 erfolgte die Ernennung zum Major im Freihusarenregiment von Bauer, 1763 wechselte er im Rang eines Oberstleutnants zum Kürassierregiment „von Vasold“ (Nr. 6). Nach dem Kriegsende 1763 folgten weitere Beförderungen. König Friedrich II. von Preußen schätzte ihn, da er vom Kavalleriedienst ungemein viel verstand. 

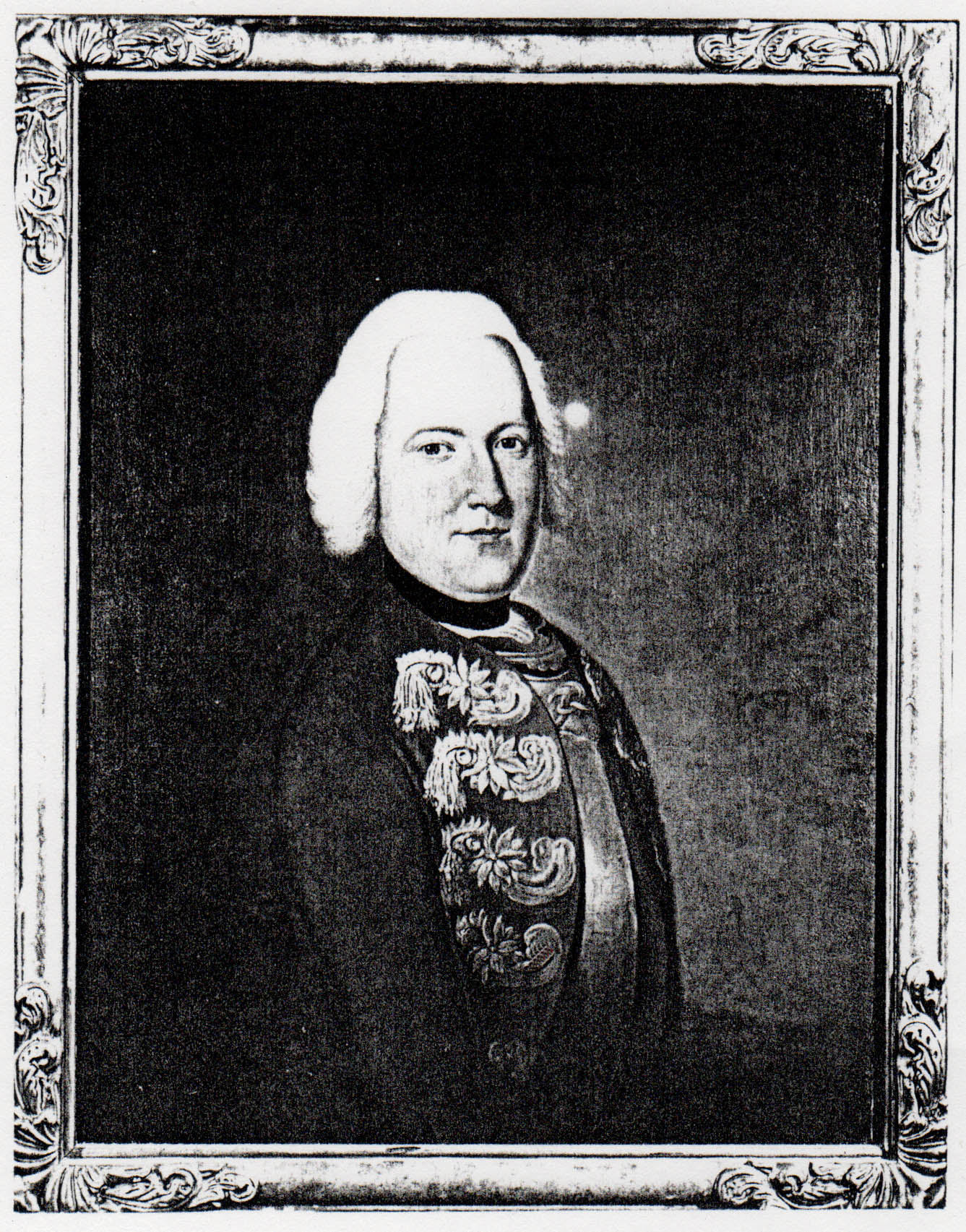
Hofmarschall Ludwig von Pfuel

Der Höhepunkt der Karriere Pfuels bildete die Ernennung zum Hofmarschall des Prinzen Friedrich Wilhelm von Preußen im Jahr 1782 und seine Beförderung zum Generalmajor und Direktor des II. Departements im Oberkriegskollegium 1787 nach dem Tod Friedrichs II. Zwei Jahre später starb er im Alter von 71 Jahren, nachdem er viele Jahre stark an Podagra litt und mehrfach in Bad Lauchstädt zur Kur weilte.

## Familie
Ludwig von Pfuel heiratete am 10. Oktober 1778 im Alter von 60 Jahren in Grunow die 23-jährige Johanna Christiane Sophie Kranz (* 2. April 1755; † 9. Mai 1783), Tochter des Feldarztes vom Regiment Krosigk. Friedrich II. missbilligte die Ehe, die ohne seine Zustimmung geschlossen war, und entließ Pfuel 1780 aus dem Militär. Noch bei der Geburt des ersten Sohnes musste die Mutter als „Demoiselle“ bezeichnet werden, und erst nach ihrem frühen Tod nahm Friedrich II. den Kavallerieoffizier wieder in seine Dienste auf. Aus dieser Ehe gingen Ernst von Pfuel (preußischer General der Infanterie, Ministerpräsident und Kriegsminister) sowie der preußische Generalleutnant Friedrich Heinrich Ludwig von Pfuel hervor.
Seine Schwester Henriette Louise von Pfuel (1735–1798), war die Mutter des Wilhelm Carl Ernst Freiherr Knigge (1771–1839) sowie die Tante des Adolph Freiherr Knigge.